# Bosrobert
Bosrobert es una localidad y comuna francesa situada en la región de Alta Normandía, departamento de Eure, en el distrito de Bernay y cantón de Brionne.

## Demografía
| 222 | 212 | 229 | 342 | 354 | 374 |
| Para los censos de 1962 a 1999 la población legal corresponde a la población sin duplicidades (Fuente: INSEE [Consultar]) |     |     |     |     |     |

## Lugares de interés
Iglesia de Saint-Pierre con nave del siglo XV, coro del siglo XVIII, altar del siglo XVII, retablo y Cristo. Antigua capilla de Saint-Taurin (actualmente utilizado como vivienda).